# Ests openluchtmuseum
Het Ests openluchtmuseum (Ests: Eesti Vabaõhumuuseum) is een openluchtmuseum in de wijk Rocca al Mare van de Estse hoofdstad Tallinn. In het museum zijn gebouwen uit heel Estland te zien uit de 18e, 19e en 20e eeuw.

## Geschiedenis
Over een openluchtmuseum voor Tallinn werd al sinds 1913 gediscussieerd, toen in op 22 mei 1957 met de aanleg werd begonnen op een terrein van 66 hectare, dat ter beschikking was gesteld door de gemeente Tallinn. In de volgende jaren werden boerderijen, vissershuisjes en windmolens uit heel Estland naar Rocca al Mare overgebracht. In augustus 1964 ging het museum pas open. Het museum heeft een oppervlakte van 72 hectare land en telt ongeveer 74 gebouwen met de bijbehorende inventaris en gereedschappen. Tezamen geven ze een beeld van het leven op het Estische platteland in de periode 1750-1900.
Het openluchtmuseum kent vier afdelingen: West-Estland (Lääne-Eesti), Noord-Estland (Põhja-Eesti), de Estische eilanden (saared) en Zuid-Estland (Lõuna-Eesti). Belangrijke attracties zijn de boerderij uit Sassi-Jaani (provincie Läänemaa), die dateert uit 1766-'67 en daarmee het oudste gebouw uit het museum is, een aantal historische windmolens, de vissershuisjes uit Aarte, daterend uit het eind van de 19e eeuw, en de herberg uit Kolu (Estisch: Kolu kõrts, gemeente Kose), gebouwd in de jaren 1842–'46. De herberg dient ook als restaurant van het openluchtmuseum; ze serveert traditionele Estische gerechten.
Verder bezit het museum o.a. een houten kerk uit Sutlepa (gemeente Lääne-Nigula), een schooltje uit 1887, schommels (kiigud), sauna’s en een brandspuithuisje uit 1928.
In de zomer worden in het openluchtmuseum regelmatig rondleidingen en evenementen georganiseerd.

## Foto’s

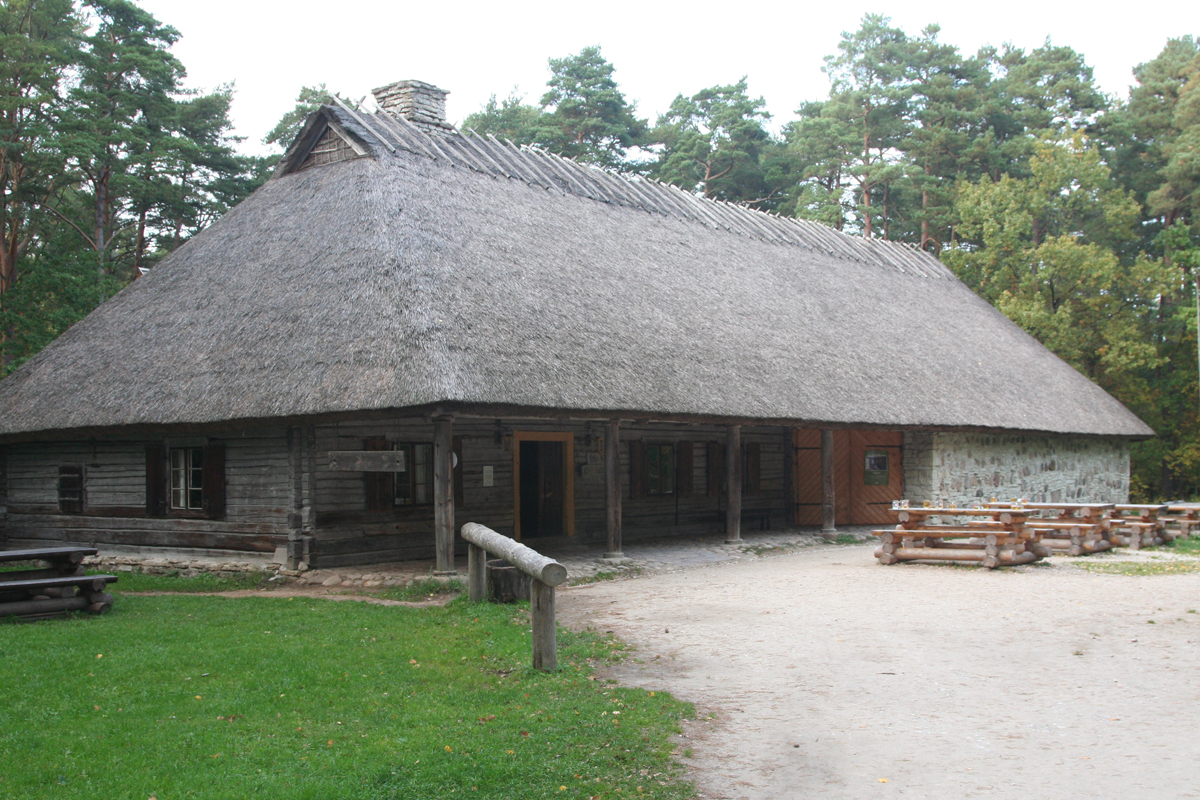
Herberg uit Kolu (Harjumaa), in het openluchtmuseum in gebruik als restaurant
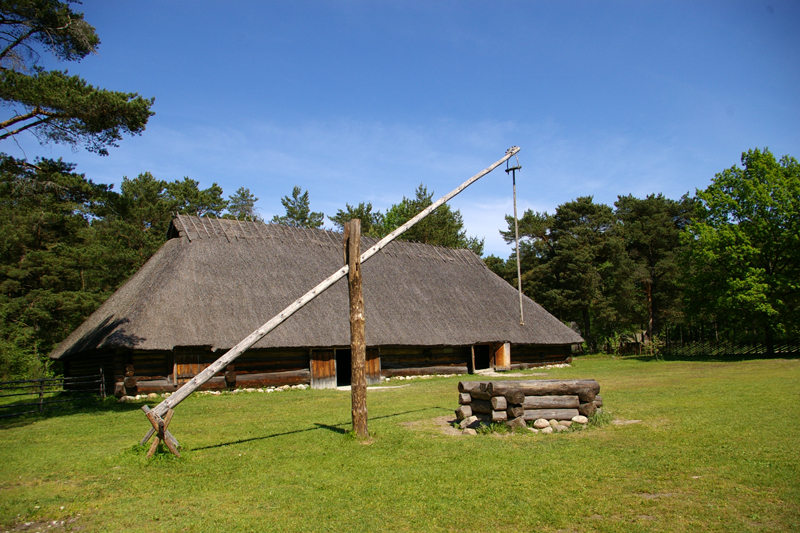
Boerderij uit Sassi-Jaani (Läänemaa)
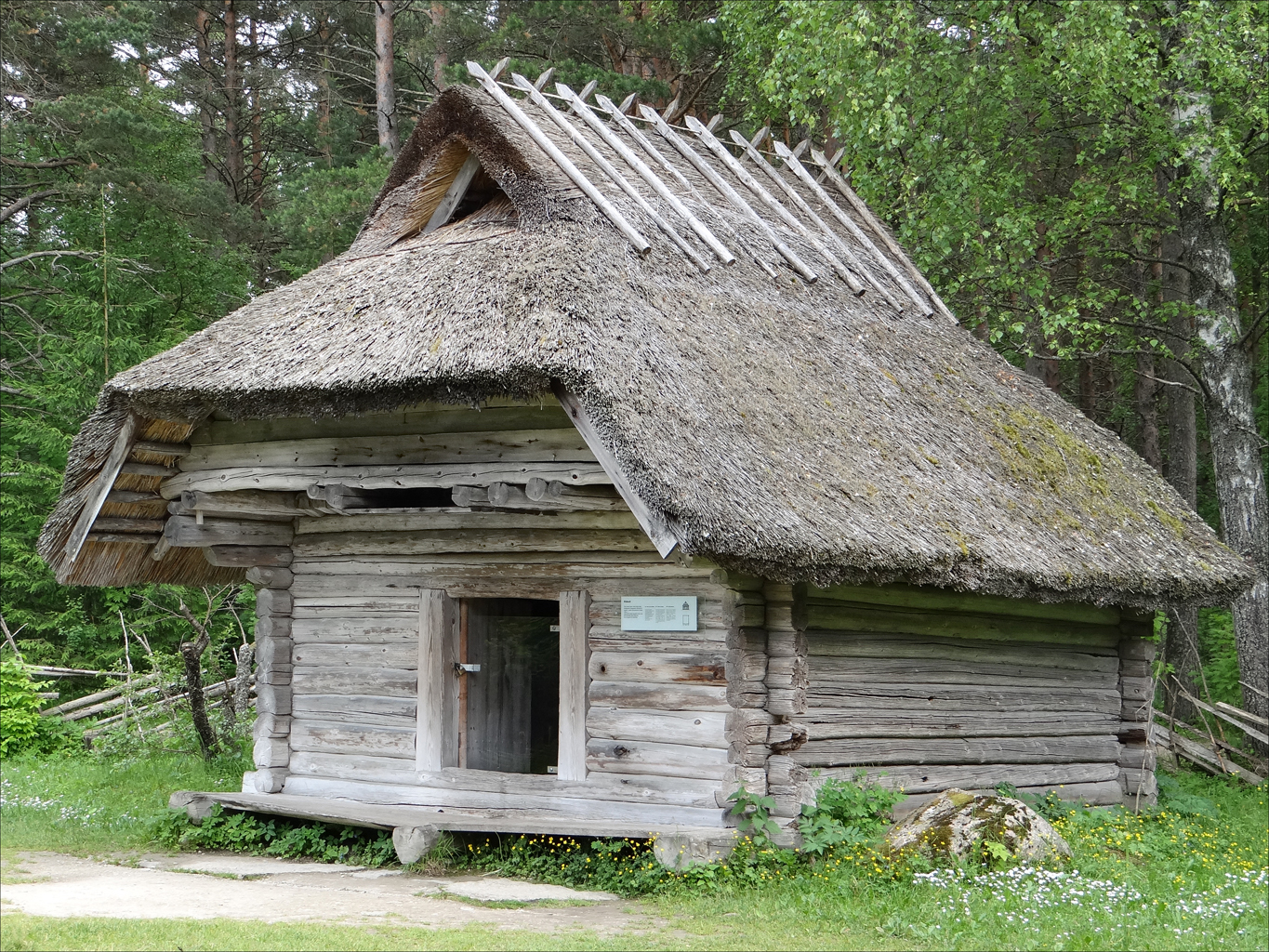
Boerderij uit Aude, gemeente Saue vald (Harjumaa)
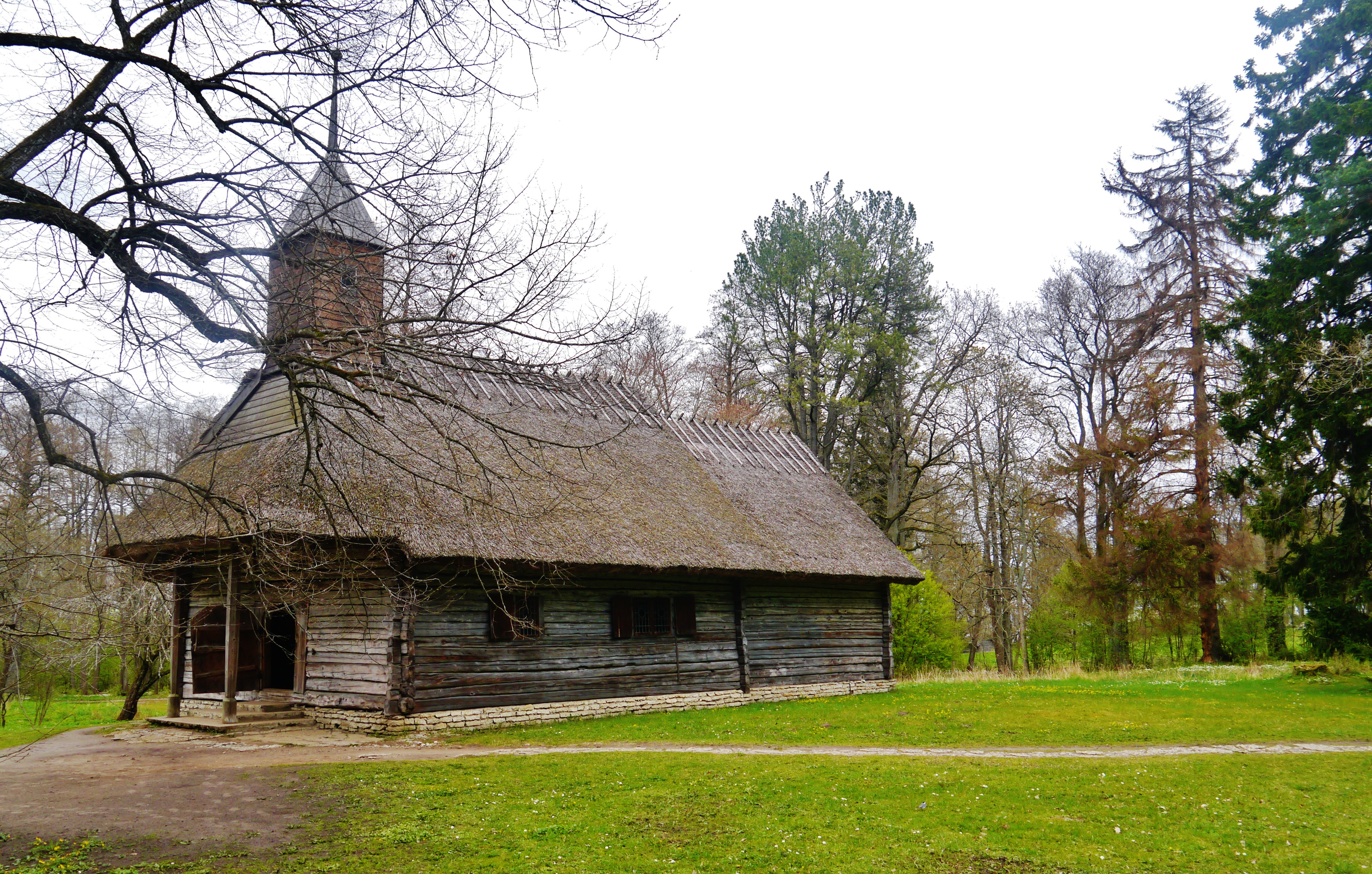
Kerkje uit Sutlepa (gemeente Lääne-Nigula, Läänemaa)
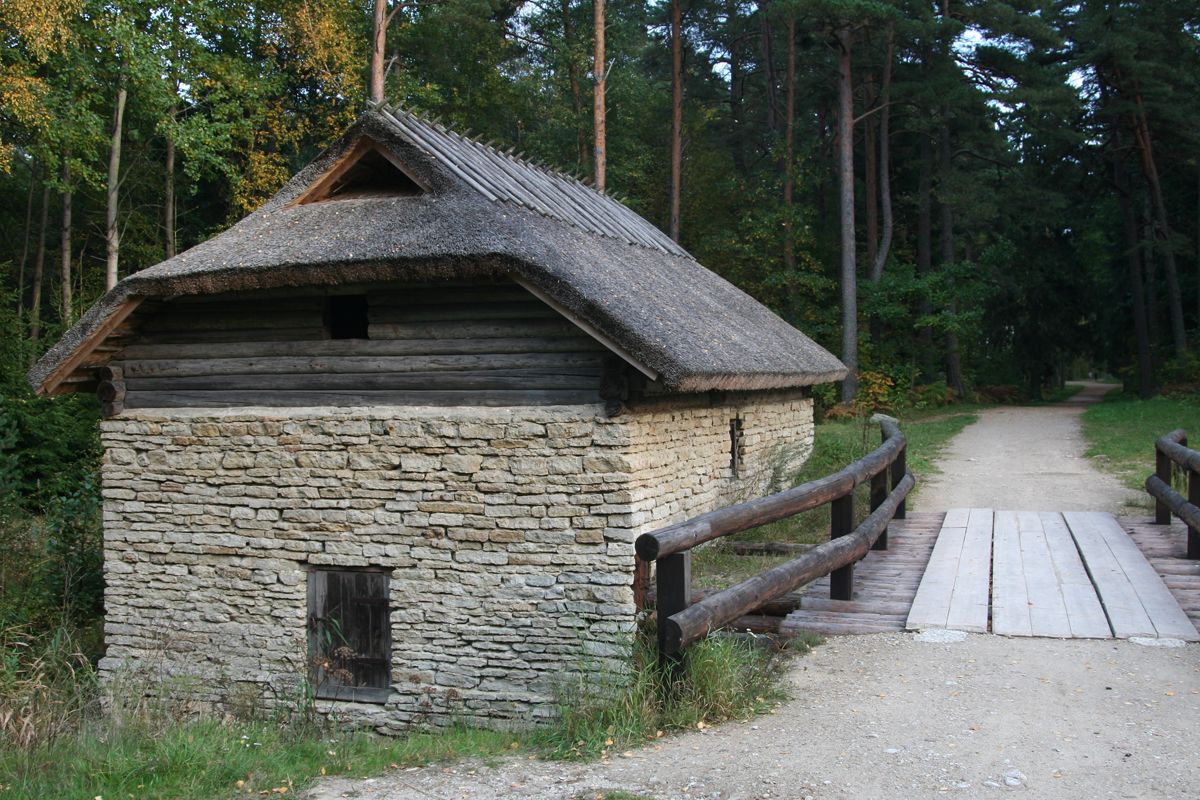
Watermolen uit Kahala (Harjumaa)
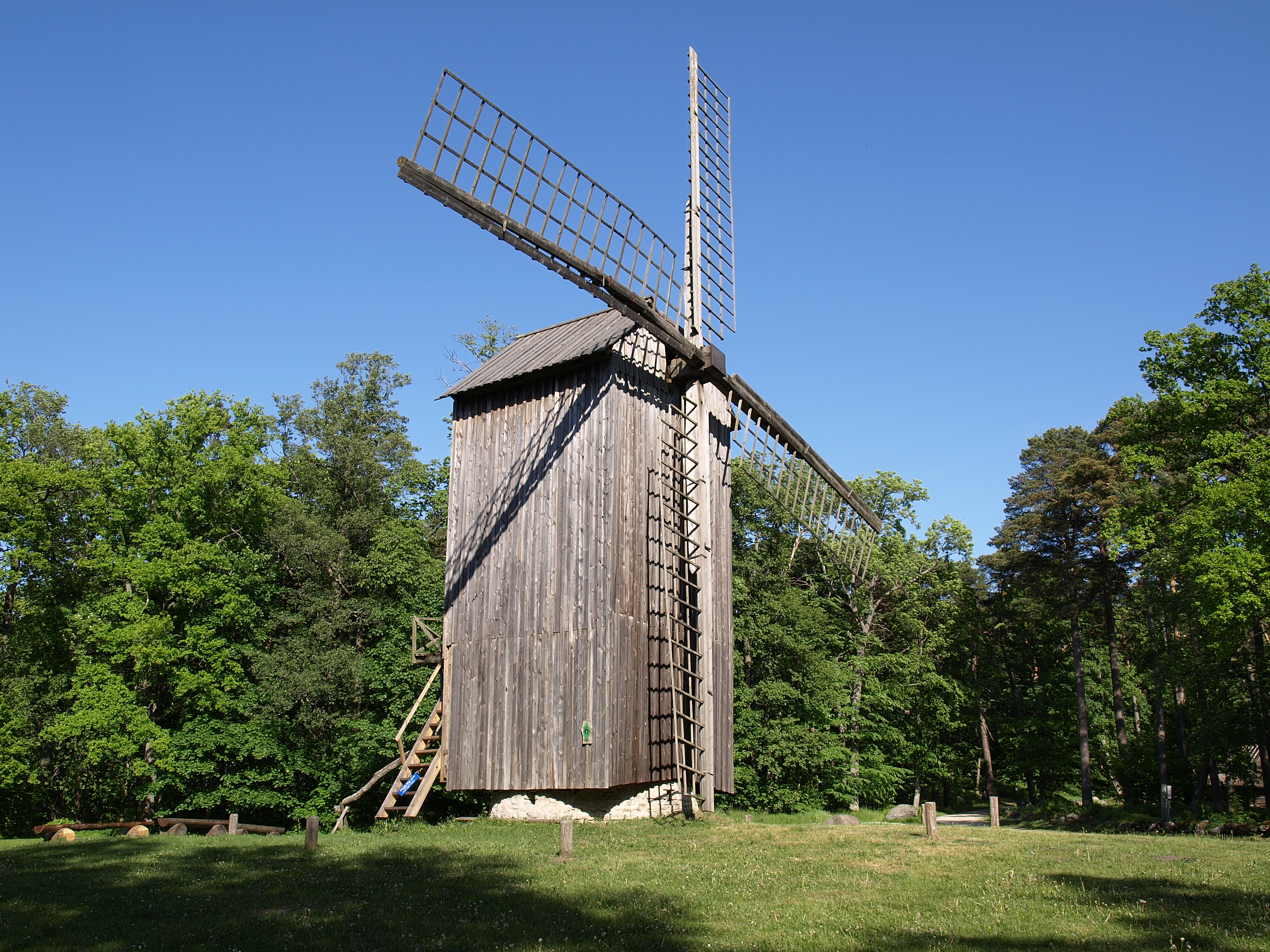
Molen uit Ülendi (gemeente Hiiumaa, eiland Hiiumaa)